# Лаха (Чили)
Лаха (исп. Laja) — город в Чили. Административный центр коммуны — город Ла-Лаха. Население — 16 288 человек (2002). Город и коммуна входит в состав провинции Био-Био и области Био-Био.
Территория коммуны — 339,8 км². Численность населения — 21 613 жителей (2007). Плотность населения — 63,61 чел./км².

## Расположение
Город Ла-Лаха расположен в 60 км юго-восточнее административного центра области — города Консепсьон и в 37 км северо-западнее административного центра провинции — города Лос-Анхелес.
Коммуна граничит:
- на севере — с коммуной Юмбель
- на востоке — с коммуной Лос-Анхелес
- на юге — с коммуной Лос-Анхелес
- на юго-западе — с коммуной Насимьенто
- на западе — с коммуной Санта-Хуана
- на северо-западе — с коммуной Сан-Росендо

## Демография
Согласно сведениям, собранным в ходе переписи Национальным институтом статистики, население коммуны составляет 21 613 человек, из которых 10 642 мужчины и 10 971 женщина.
Население коммуны составляет 1,09 % от общей численности населения области Био-Био. 30,77 % относится к сельскому населению и 69,23 % — городское население.